# Alegeri legislative în Senegal, 2001
Alegerile pentru Adunarea Națională a Senegalului s-au ținut la data de 29 aprilie 2001. Acestea au avut loc în cadrul noii constituții, aprobată prin referendum la începutul anului. În urma victoriei lui Abdoulaye Wade din cadrul februarie-martie 2000, coaliția Sopi, incluzând Partidul Democratic Senegalez al lui Wade și aliații săi, au câștigat majoritatea voturilor.
După ce Wade a fost ales președinte, el a intrat într-o situație de conviețuire politică cu Partidul Socialist, care deținea majoritatea locurilor în Adunarea Națională. Lui Wade i-a fost interzis prin constituție să dizolve Adunarea Națională și pus să aștepte noile alegeri parlamentare, însă el a decis să modifice constituția declarând că nu va continua inițiativele de politică în acest timp. Nefiind în căutarea unei noi legislații, el nu a mai avut nevoie să facă un compromis cu Adunarea Națională, care între timp aprobase bugetul. Partidul Socialist nu a obiectat la modificările constituționale ale lui Wade, care includeau dreptul președintelui de a dizolva Adunarea Națională, și noua constituție a trecut cu ușurință de referendumul din ianuarie 2001. Wade a dizolvat, apoi Adunarea Națională revendicând noi alegeri parlamentare. Socialiștii au controlat camera superioară a Parlamentului, Senatul fiind eliminat prin referendum.
Deși lui Wade îi fusese interzis prin constituție în ianuarie 2001 din cauza organizării de mitinguri în timpul campaniei electorale  și Coaliției Sopi i s-a interzis să utilizeze imaginea sa pe buletinele de vot, Wade a participat activ și vizibil la campania Sopi instigând critici din partea adversarilor. Wade a îndemnat oamenii să voteze pentru Coaliția Sopi, astfel încât el să poată guverna în mod eficient cu o majoritate sigură.

## Rezultatele alegerilor
| Partide                                                       | Voturi  | %    | Locuri |
| ------------------------------------------------------------- | ------- | ---- | ------ |
| Coaliția Sopi Partidul Democrat Senegalez                     | 931,617 | 49,6 | 89     |
| Liga Deomcratică - Mișcarea pentru drepturile forței de muncă |         |      |        |
| Alianța Progres - Forță                                       | 303,150 | 16,1 | 11     |
| Partidul Socialist Senegalez                                  | 326,126 | 17,4 | 10     |
| Uniunea Democratică a Renewalului                             | 69,109  | 3,7  | 3      |
| And-Jëf/Partidul african al democrației și socialismului      | 76,102  | 4,1  | 2      |
| Partidul Liberal Senegalez                                    | 17,240  | 0,9  | 1      |
| Partidul Progresului și Cetățeniei                            | 17,122  | 0,9  | 1      |
| Alianța Progresului și Justiției Jëf-Jël                      | 15,048  | 0,8  | 1      |
| Adunarea Națională Democrată                                  | 13,286  | 0,7  | 1      |
| Partidul Muncii și Independenței                              | 10,854  | 0,6  | 1      |
| Alții                                                         | 99,192  | 5,3  | 0      |
| Total 67,4%                                                   |         |      | 120    |

Sursa : Le Soleil